# Триконодонты
Триконодо́нты (лат. Triconodonta) — отряд древних млекопитающих или инфракласс в подклассе Theriiformes. Не имеют потомков среди современных млекопитающих. Жили в триасовом, юрском и меловом периоде. Найдены на всех континентах, кроме Австралии. Их название (буквально «зуб с тремя конусами») основано на характерной форме зубов (не путать с выделявшейся ранее группой млекопитающих — трёхбугорчатыми).
Скорее всего, они вели ночной образ жизни, скрываясь от хищных динозавров, и питались мелкими рептилиями и насекомыми. Тем не менее, как показали недавние раскопки в Китае (см. Repenomamus), некоторые триконодонты были способны охотиться и на мелких динозавров, в частности, на пситтакозавров.
Экологическую нишу, которую ранее занимали триконодонты, заняли вытеснившие их грызуны.

## Особенности анатомии
Мандибула состояла из зубной кости, без медиальной борозды. Строение проксимального отдела специфично: крупный венечный отросток сочетался с мощным сочлененным мыщелком, угловой отдел отсутствовал (данная черта отмечена и у некоторых мультитуберкулят). Постдентальные кости, возможно, входили в состав органа слуха.
Число резцов варьирует от 1-2 до 3-4, их редукция не сопровождается увеличением. Щёчные зубы в полном наборе.

## Классификация
- † Amphilestidae — Амфилестиды[3]
- † Triconodontidae
- † Gobiconodontidae
  - † Gobiconodon — Гобиконодоны
  - † Spinolestes
- † Repenomamidae
  - † Repenomamus

| Докембрий       | Кембрий | Ордовик | Силур | Девон | Карбон | Пермь | Триас | Юра | Мел | Палеоген | Нг | Чт |
| ◄               | 539     | 487     | 443   | 420   | 359    | 299   | 252   | 201 | 143 | 66       | 23 | 2  |
| ◄ млн лет назад |         |         |       |       |        |       |       |     |     |          |    |    |